# Razlan Joffri Ali
Razlan Joffri Bin Ali (* 6. Januar 1985) ist ein malaysischer Fußballschiedsrichter. Seit 2018 steht er auf der FIFA-Schiedsrichterliste.

## Karriere

### Spieler
Vor seiner Karriere als Schiedsrichter war Ali im Jahr 2011 unter anderem bei Sime Darby als Spieler aktiv.

### Vereinsmannschaften
Seit mindestens 2016 leitet er Spiele in der ersten Liga seines Landes, der Malaysia Super League. Seinen ersten bekannten internationalen Einsatz im Vereinsfußball hatte er am 30. April 2019 bei einem Gruppenspiel des AFC Cup.
Außerdem gab er im Sommer 2023 drei Gastspiele in der vietnamesischen V.League 1.

### Nationalmannschaften
Nach seiner Aufnahme auf die FIFA-Liste leitete er sein erstes bekanntes Spiel zwischen A-Nationalmannschaften bei der Ostasienmeisterschaft 2018, bei der er ein Gruppenspiel zwischen Taiwan und der Mongolei leitete. Im folgenden Jahr übernahm er die Leitung bei mindestens zwei weiteren Freundschaftsspielen.
Sein nächstes Turnier war die AFF U-19 Youth Championship 2022, wo er zwei Gruppenpartien und das Spiel um den dritten Platz leitete.